# Citroën C1
La Citroën C1 è una piccola vettura di segmento A prodotta dalla casa automobilistica francese Citroën dal 2005 al 2022.

## Il contesto
Progettata e sviluppata dal gruppo PSA in collaborazione con la Toyota, e presentata all'inizio del 2005 al Salone dell'automobile di Ginevra, la C1 è stata sviluppata in badge engineering insieme alle due gemelle che ne sono derivate, ossia la Peugeot 107 e la Toyota Aygo. Come le sue sorelle, la C1 viene prodotta negli stabilimenti TPCA di Kolín, nella Repubblica Ceca.
La C1 non è erede di un modello precedente in particolare: la Citroën Saxo che rappresentava fino a poco tempo prima la base della gamma Citroën, era infatti già stata sostituita da ben due modelli, la C2 e la C3. La C1 poteva però rappresentare un'alternativa moderna alla più piccola delle Saxo, ossia la Saxo Mille, per chi voleva una piccola vettura non oltre il litro di cilindrata.
La C1 ha esordito a Ginevra nel marzo 2005: durante l'estate dello stesso anno, è stata anche oggetto di una grande campagna pubblicitaria, che ha visto come scenario la città di Riccione, sulla riviera adriatica.
Contemporaneamente all'entrata in scena della C1, dopo una trattativa, la BMW procedette all'interruzione della produzione della motocicletta che poteva creare problemi di omonimia, la BMW C1.

### Linea e interni
Esteticamente la C1 è identica alle altre due vetture, eccezion fatta per alcuni particolari, come il disegno dei fari anteriori e posteriori, il paraurti anteriore e il profilo del padiglione posteriore. Alcune differenze con le altre due "sorelle" si hanno nelle dotazioni, leggermente differenti l'una dall'altra.
Disponibile con carrozzeria due volumi a 3 o 5 porte, la Citroën C1 mantiene quindi il corpo vettura a due volumi dalle forme arrotondate già presente nelle altre due vetture. Da queste si differenzia per i fari anteriori di forma ovoidale, più tondeggianti rispetto a quelli della 107, e per quelli posteriori, decisamente differenti rispetto a quelli della Aygo, più simili a quelli triangolari della 107, ma che a differenza di questi ultimi utilizzano plastiche trasparenti in luogo di quelle rosse. La C1 è omologata per 4 posti: in rapporto alle piccole dimensioni da citycar, l'abitabilità è buona, persino per chi viaggia dietro. Il posto guida è caratterizzato dal simpatico disegno della strumentazione, con il tachimetro in posizione principale e il contagiri in posizione separata, più in alto, e collegata al tachimetro mediante un piccolo braccetto. Non mancano vari portaoggetti per rendere più pratico l'utilizzo della vettura. Il vano bagagli offre una capienza di 139 litri, che possono aumentare a 751 abbattendo lo schienale.

### Struttura e meccanica
Strutturalmente identiche fra loro, le tre vetture nate dalla joint-venture TPCA, montano soluzioni classiche per la base meccanica, a partire dall'avantreno MacPherson, passando per il retrotreno a ruote interconnesse con assale torcente. Molle elicoidali e ammortizzatori telescopici completano il quadro delle sospensioni. Stesso discorso per l'impianto frenante, che è di tipo misto, cioè prevede dischi all'avantreno e tamburi al retrotreno. L'ABS è di serie, così come il ripartitore elettronico di frenata (EBD).
Come le due "sorelle", la C1 è disponibile al suo esordio con due motori:
- C1 1.0: tricilindrico da 998 cm³ con potenza massima di 68 CV;
- C1 1.4 HDi: quadricilindrico turbodiesel common rail da 1 398 cm³, della potenza di 54 CV.

L'unità a benzina è di origine Daihatsu, da anni nell'orbita della Toyota, ed è lo stesso progettato per la versione 2005 della Sirion, mentre il 4 cilindri a gasolio è stato realizzato dal gruppo PSA in collaborazione con il gruppo Ford. Questi propulsori, in grado di erogare rispettivamente 68 e 54 CV, brillano soprattutto per la loro economia. Quanto alle prestazioni, sono tipiche di una city-car: 157 km orari di velocità massima per la versione a benzina e 154 km orari per la versione a gasolio. Normalmente la vettura monta un cambio manuale a 5 marce, ma era disponibile anche un cambio robotizzato 2-Tronic a 5 rapporti.
Come la 107 e la Aygo, grazie anche alla sua agilità e alle sue dimensioni ridotte (3,43 m di lunghezza), il territorio ideale per questa vettura è la città, anche se non disdegna percorsi extraurbani e autostradali, ovviamente senza pretendere troppo dalle prestazioni dei suoi propulsori, nati per un impiego quasi esclusivamente cittadino.

### Allestimenti e dotazioni

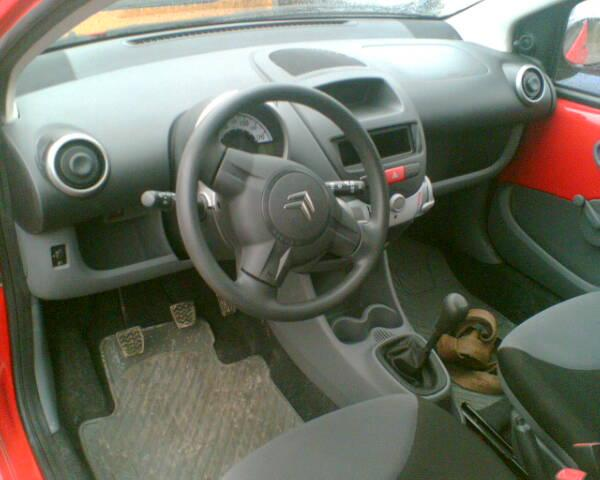
Interni di una C1

Al suo esordio la C1 era disponibile in quattro livelli di allestimento, i cui nomi erano giochi di parole con la denominazione stessa della vettura:
- C1TY, livello di base destinato solo alla motorizzazione benzina e la cui dotazione comprendeva: doppio airbag frontale, ABS, immobilizer e cinture di sicurezza con pretensionatore;
- AMIC1, livello intermedio disponibile per entrambi i motori: la sua dotazione comprende quanto già visto nell'allestimento inferiore più gli airbag laterali e i poggiatesta posteriori;
- RICC1ONE, edizione speciale motorizzato benzina con 75 CV: dotata di interni di colore rosso, autoradio climatizzatore, airbag frontale e laterali, ABS e poggiatesta posteriori.
- BAC1, livello di punta disponibile per entrambi i motori: comprendeva quanto previsto per il livello AMIC1, più l'autoradio, i cerchi in lega e il climatizzatore.

Autoradio e climatizzatore sono però disponibili a pagamento anche per l'allestimento AMIC1.

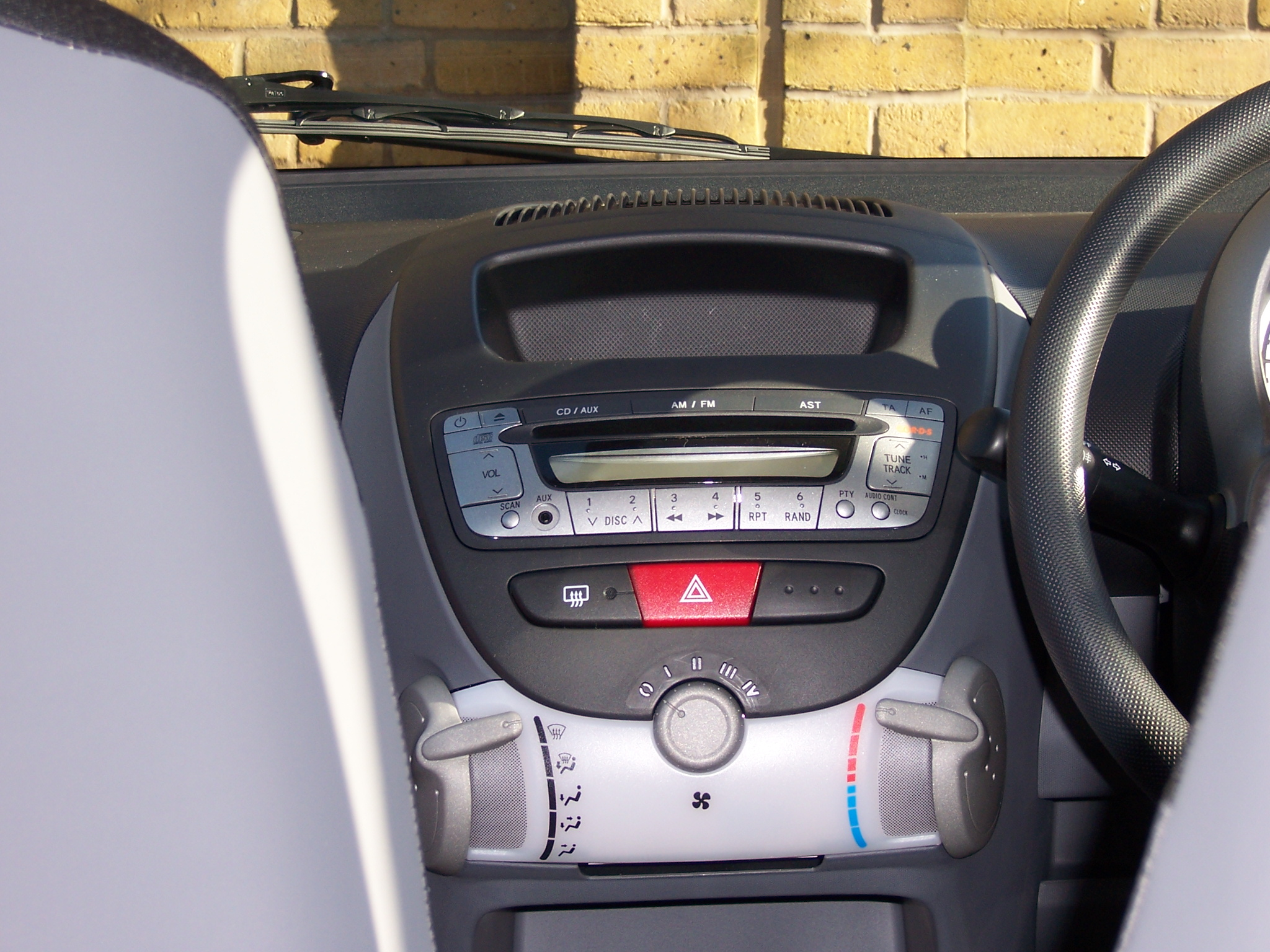
Plancia centrale con autoradio

### Evoluzione

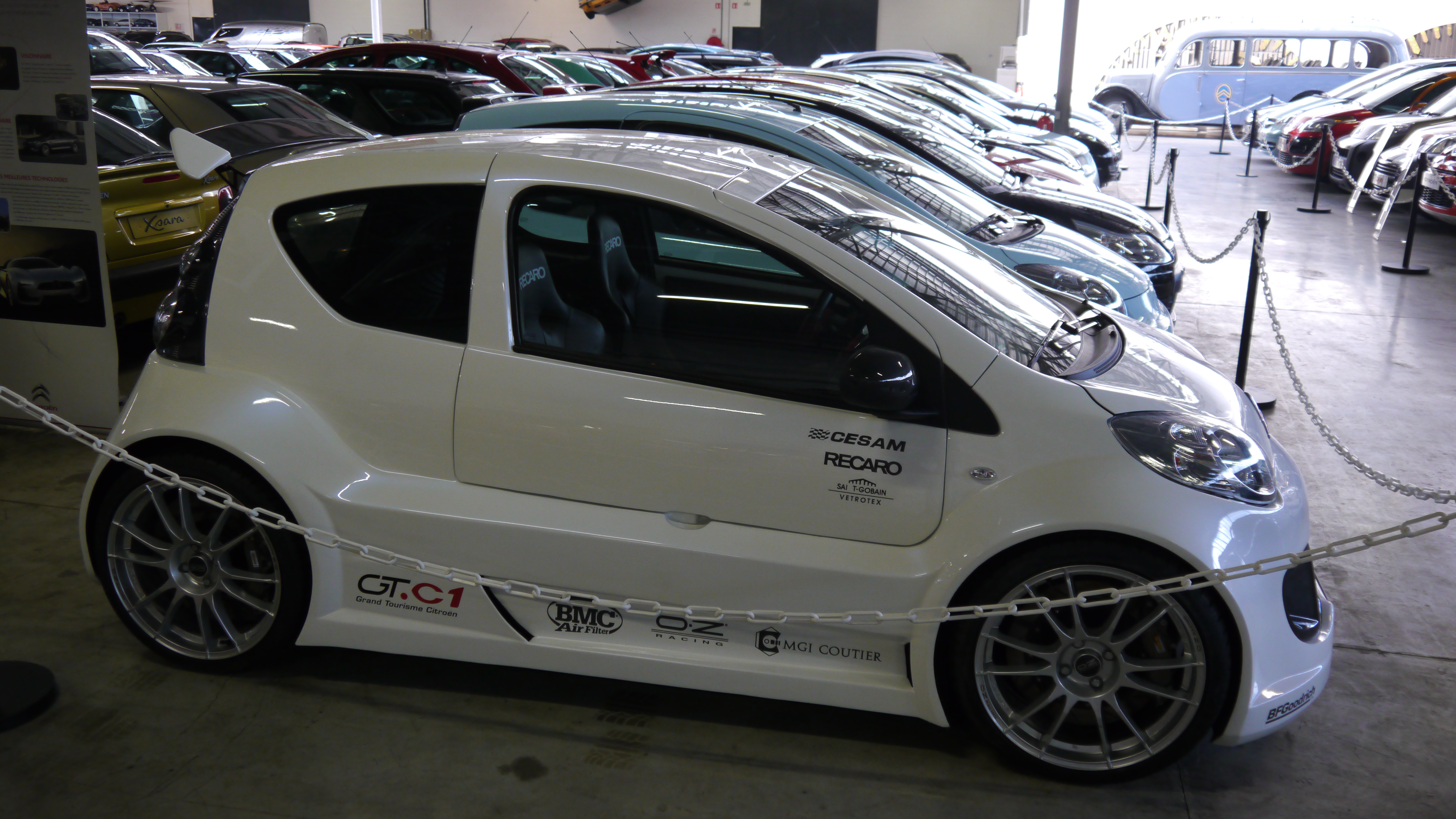
C1 GT

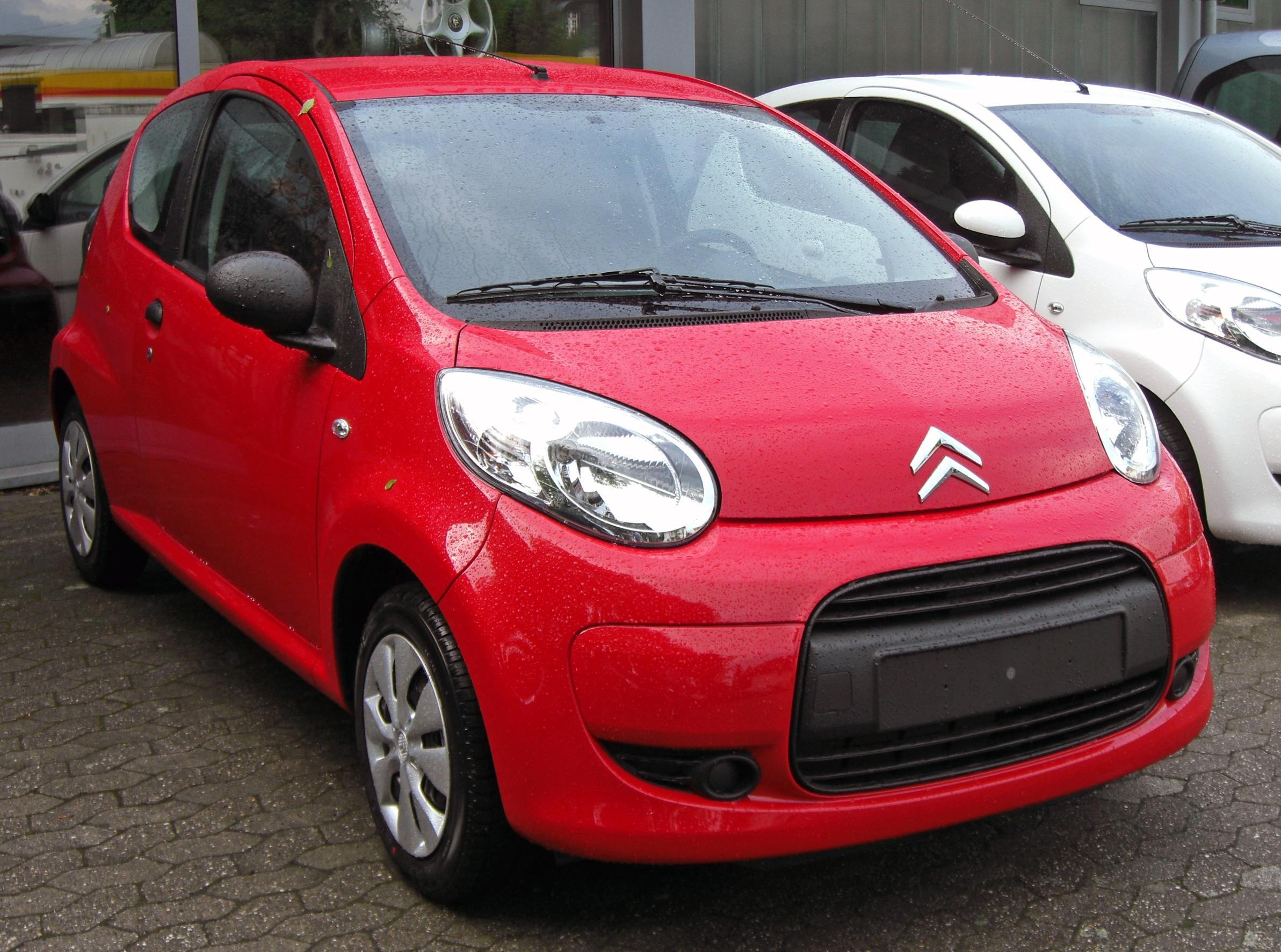
Il frontale di una C1 dopo il restyling del novembre 2008

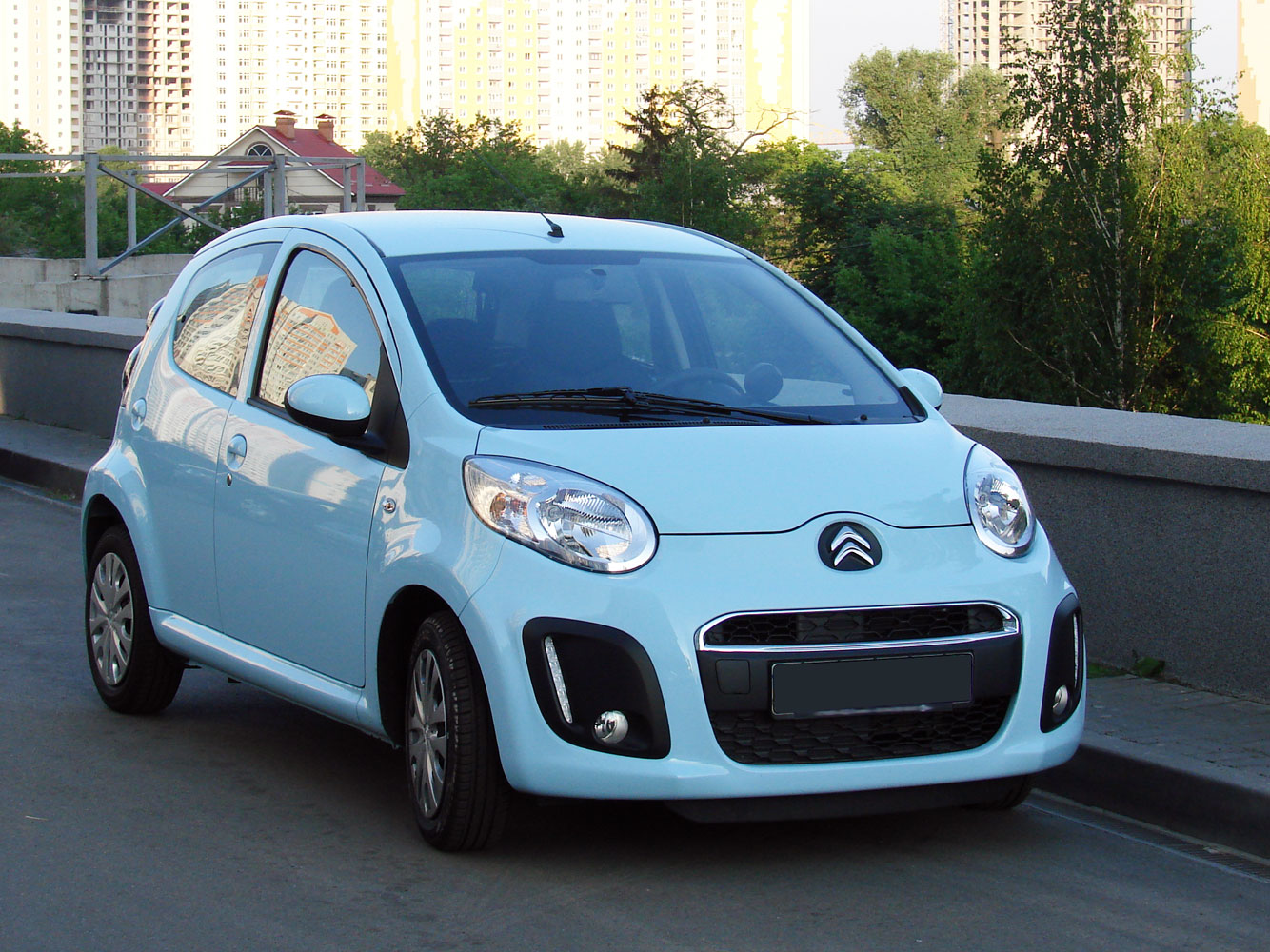
La Citroen C1 dopo il restyling del 2012

La carriera della C1, così come quella delle altre due vetture gemelle, non subisce molti aggiornamenti, anzi: durante i primi tre anni non si hanno novità di rilievo alla gamma, se si escludono alcuni nuovi allestimenti via via introdotti nel corso degli anni. Per esempio, nel 2006 venne introdotto l'allestimento denominato Pinko, riservato solo al pubblico femminile italiano e solo alle versioni 5 porte, e che prevedeva degli interni con inserti cromati, nuovi tappetini personalizzati e un beauty-case di accessori femminili, oltre che la vernice metallizzata (solo grigio perla, antracite o nero). Nello stesso periodo la scuola di design Espera realizzò una versione GT della C1. Tale modello era dotato di un nuovo body kit sportivo e di un impianto frenante derivato dalla Citroën Xsara WRC. Gli pneumatici BF Goodrich avvolgevano cerchi OZ Superleggera da 19". L'apertura delle porte è stata modificata nella configurazione ad ala di gabbiano. Il propulsore era un 4 cilindri dalla potenza di 125 CV derivato dalla C2 VTS.
Nel 2007, invece, sono arrivati tre nuovi allestimenti che si sono affiancati a quelli già esistenti:
- Sport, prevista solo per le versioni a 3 porte, è una versione dalla livrea sportiva, con verniciatura rossa, strisce adesive di color bianco, calotte specchietti esterni e maniglie di color bianco, cerchi in acciaio bianchi, scudo paraurti con fendinebbia e alloggiamenti fendinebbia di color bianco, spoiler posteriore, interni in pelle rossa, dettagli interni di color rosso;
- Deejay, prevista solo per le versioni a 5 porte, è caratterizzata esternamente da particolari di carrozzeria verniciati in grigio satinato e internamente dalla presenza della radio CD con ingresso per l'iPod, del climatizzatore e del volante regolabile in altezza;
- Doppio tetto, caratterizzata dall'avere di serie un doppio tetto apribile, caso più unico che raro, specie in un segmento di mercato come quello delle superutilitarie;
- Audace, come l'allestimento doppio tetto, ma anche con selleria in pelle e cambio robotizzato sequenziale a 5 rapporti.

Nel novembre 2008 arriva il restyling della C1, consistente nel ridisegnamento dello scudo paraurti anteriore, in alcuni aggiornamenti alla coda e in alcune novità negli interni, con nuovi tessuti di rivestimento. Motoristicamente viene introdotta la tecnologia Airdream, che consente di limare leggermente i consumi e le emissioni nocive.
Nel 2009 i livelli di allestimento vengono ulteriormente rivisti con l'eliminazione degli allestimenti BAC1, Doppio Tetto, Audace e Sport, in favore dei livelli di allestimento Pulp e Pulp Techno. Nel 2010, invece, viene tolta di produzione la motorizzazione a gasolio, lasciando in listino solo la motorizzazione da un litro a benzina.
Verso la fine del 2011 hanno cominciato ad apparire i primi rendering relativi all'erede della C1, ma per la piccola Citroën la carriera non era ancora giunta al termine: nel gennaio 2012, infatti, al Salone dell'automobile di Bruxelles, è stata presentata una C1 nuovamente aggiornata nell'estetica. Si è trattato del secondo restyling per l'utilitaria francese, avvenuto in contemporanea con la “sorella” 107. A beneficiare dell'aggiornamento è stato specialmente il frontale, con un nuovo scudo paraurti ancor più aggressivo e suddiviso in tre parti, il cofano ridisegnato e l'arrivo delle luci a led disposte verticalmente (sono orizzontali nella 107). Invariata la gamma motori, sempre costituita dal piccolo tricilindrico da 1 litro. 
Durante il 2013 non si sono avute novità di rilievo, mentre all'inizio dell'anno seguente, in alcuni mercati la C1 è stata proposta solo con carrozzeria a 5 porte. Ma già in primavera la vettura è scomparsa dai listini per far spazio alla seconda generazione della C1, presentata al Salone di Ginevra dello stesso anno.

## Sicurezza automobilistica
Per quanto riguarda la sicurezza automobilistica, la C1 è stata sottoposta più volte ai crash test dell'Euro NCAP ottenendo la valutazione di 4 stelle nel 2005, 3 stelle nel 2012 e nuovamente 4 stelle nel 2014.

## Motorizzazioni
| Modello    | Motore | Cilindrata cm³ | Potenza CV/rpm | Coppia Nm/rpm | Cambio/ N° rapporti | Massa a vuoto (kg) | Velocità max (km/h) | Acceler. 0–100 km/h | Consumo (l/100 km) | Emissioni CO2 (g/km) | Anni di produzione |
| C1 1.0     | 1KR-FE | 998            | 68/6000        | 93/3600       | M/5                 | 790                | 157                 | 13"7                | 4,6                | 109                  | 2005-14            |
| C1 1.4 HDi | DV4TD  | 1398           | 54/4000        | 130/1750      | M/5                 | 880                | 154                 | 15"6                | 4,1                | 109                  | 2005-10            |

## Seconda generazione
Nel 2014, al salone dell'auto di Ginevra, venne presentata la seconda generazione; come per la precedente serie, il modello viene progettato e sviluppato dal Gruppo PSA in collaborazione con Toyota e prodotto nello stabilimento TPCA di Kolin in Repubblica Ceca.

### Design
A differenza della sua antecedente, lo stile diviene molto più personale anche se continuano a trovarsi dei punti in comune con la sorella Peugeot 108. La parte che più rende riconoscibile l'auto, è il fontale che viene disegnato riprendendo il family feeling della casa, ovvero dividendo i fari anteriori su tre livelli, con gli indicatori di direzione in alto, abbaglianti e anabbaglianti subito sotto agli indicatori di direzione e le luci diurne (accompagnati dai fari fendinebbia se scelti) in basso. La fiancata e la parte posteriore, sono comuni ai due modelli, variando solamente il disegno dei fari posteriori. L'interno, come gli ultimi punti descritti sono condivisi non solo con la 108 ma anche con la Aygo, variando solamente la trama dei sedili. Le novità comunque sono diverse, come la nuova plancia con un disegno molto meno austero, i nuovi sedili molto più profilati, la nuova strumentazione che mantiene il contachilometri in posizione centrale assieme al computer di bordo, ma viene eliminato il contagiri sulla destra in favore di un più compatto contagiri elettronico sulla sinistra e infine il nuovo volante con comandi integrati. Sia l'interno che l'esterno, offre ampie possibilità di personalizzazione.
Come per la prima C1, vengono rese disponibili le versioni a 3 e 5 porte ma viene aggiunta una versione decappottabile con tetto in tela denominata "Airscape". 

### Meccanica
La base meccanica, deriva dalla precedente C1, ma viene completamente rivista per rispettare le sempre più restringenti direttive sulla sicurezza. Lo schema sospensivo, rimane il classico ed economico MacPherson all'anteriore e ponte torcente al posteriore rivisto anch' esso portando una riduzione di 4 kg.
Al lancio, non venne più resa disponibile la motorizzazione a gasolio che venne sostituita dal 1.2 PureTech in versione aspirata da 82CV. Come motorizzazione entry level troviamo il 1.0 VTi da 68CV della sua antecedente, poi anch' esso sostituito dopo qualche anno dalla versione rivista da 72CV. Entrambi i 1.0 VTi potevano adottare due tipi di trasmissione ovvero un cambio manuale a 5 marce e un'elettro-attuato con lo stesso numero di rapporti. Anche il 1.2 PureTech, nel 2018, venne eliminato dai listini.

### Allestimenti
Gli allestimenti disponibili al lancio erano 3 ovvero Like, Feel e Shine. Vennero aggiunte, nel 2019, delle versioni speciali come la "Origins" che celebrava il centenario della casa francese e si caratterizzava per dei particolari in color bronzo, la UrbanRide che "trasformava" esteticamente, la C1, in un mini crossover e infine, nel 2021 con la fine della produzione, venne inserito l'allestimento Millenium caratterizzato per i passaruota in plastica.

### Fine produzione
Alla fine del 2021, venne resa nota dalla stampa, la volontà di PSA assieme a Toyota di terminare la produzione dei tre modelli. La parte francese, aggiunse anche la volontà di non continuare ad investire nel segmento A, cedendo a Toyota la sua parte dello stabilimento TPCA di Kolin in Repubblica Ceca. Nonostante questo, la C1 rimase in commercio anche nel 2022 fino al termine dei modelli in stock.

### Concept

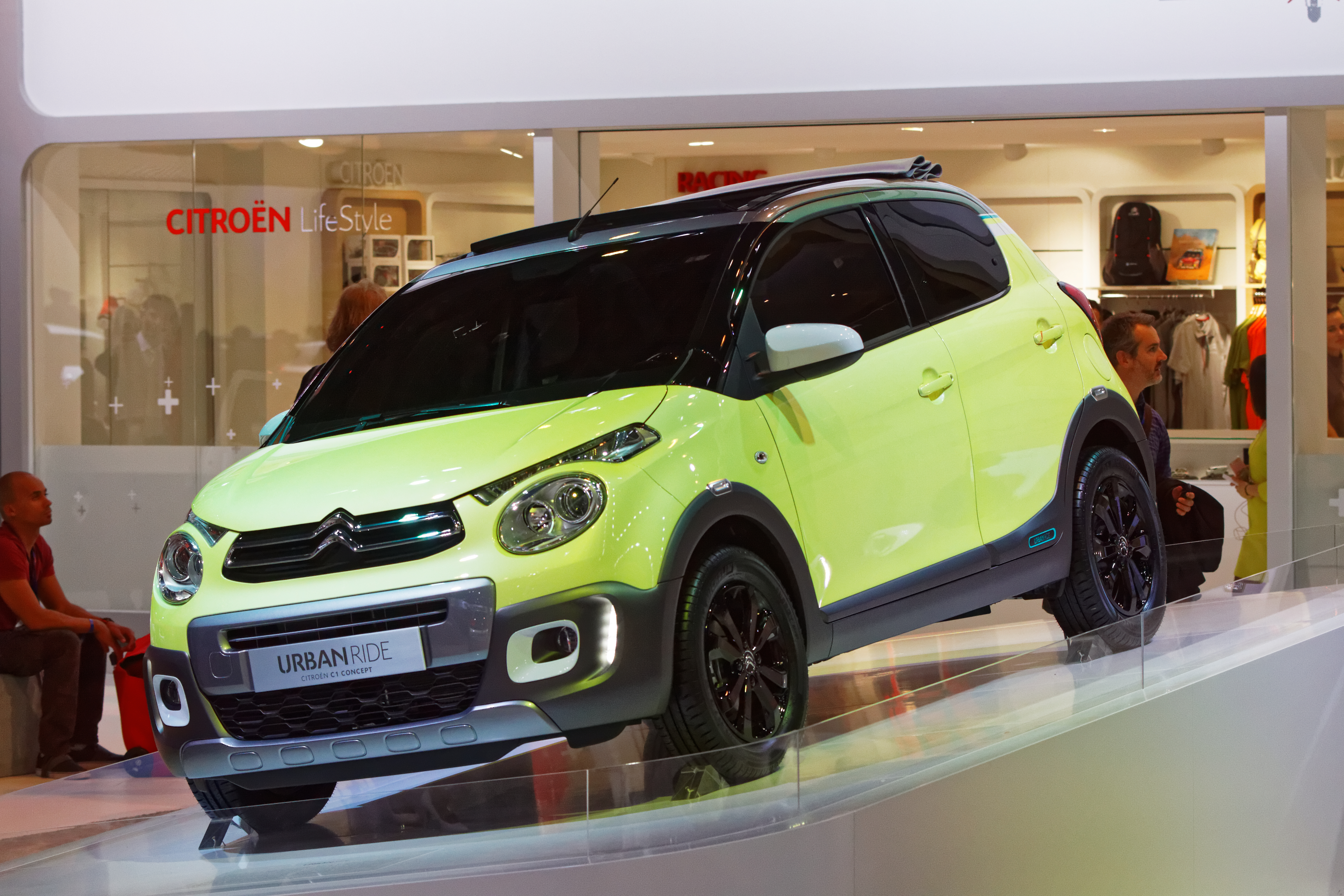
Concept UrbanRide

Al salone di Parigi del 2014, venne presentato il concept C1 "UrbanRide" che prefigurava un possibile versione crossover dell'utilitaria francese, per contrastare l'uscita della versione crossover della Opel Adam. Meccanicamente non varia, ma vennero allargate le carreggiate di 10mm e l'altezza, maggiorata di 15mm. Esteticamente, invece, troviamo delle protezioni in plastica grezza che percorrono tutto il perimetro dell'auto arrivando a coprire per metà i paraurti anteriore e posteriore.

### Riepilogo caratteristiche
| Modello             | Anno di produzione | Sigla Motore | Cilindrata cm³ | Potenza CV(kW)/rpm | Coppia Nm/rpm | Trasmissione                      | Peso a secco Kg | Accelerazione s | Velocità massima km/h | Consumi l/100km (S&S)* | Emissioni g/km (S&S)* |
| ------------------- | ------------------ | ------------ | -------------- | ------------------ | ------------- | --------------------------------- | --------------- | --------------- | --------------------- | ---------------------- | --------------------- |
| 1.0 VTi 68 MT5      | 2014-2017          | 1KR-FE       | 998            | 68(51)/6000        | 95.5/4800     | Manuale a 5 rapporti              | 855             | 14.3            | 159                   | 4.1(3.8)               | 95(88)                |
| 1.0 VTi 68 ETG5     | 2014-2017          | 1KR-FE       | 998            | 68(51)/6000        | 95.5/4800     | Elettro-attuato a 5 rapporti ETG5 | 860             | 14.6            | 156                   | 4.2                    | 97                    |
| 1.0 VTi 72 MT5      | 2017-2021          | 1KR-B52      | 998            | 72(53)/6000        | 93/4400       | Manuale a 5 rapporti              | 840-855         | 14              | 159                   | 4.8                    | 85                    |
| 1.0 VTi 72 ETG5     | 2017-2021          | 1KR-B52      | 998            | 72(53)/6000        | 93/4400       | Elettro-attuato a 5 rapporti ETG5 | 860             | 17.1            | 159                   | 5.5                    | 94                    |
| 1.2 PureTech 82 MT5 | 2014-2018          | EB2          | 1199           | 82(60)/5750        | 116/2750      | Manuale a 5 rapporti              | 865             | 10.9            | 170                   | 4.3                    | 99                    |

*Versioni con Start&Stop.